# Eutolmus pecinensis
Eutolmus pecinensis är en tvåvingeart som beskrevs av Pavel Lehr 1984. Eutolmus pecinensis ingår i släktet Eutolmus och familjen rovflugor. Inga underarter finns listade i Catalogue of Life.